# 達爾代納鎮區 (密蘇里州聖查爾斯縣)
達爾代納鎮區（英語：Dardenne Township）是位於美國密蘇里州聖查爾斯縣的一個行政鎮區。

## 地方資料
達爾代納鎮區的面積為25.46平方千米，當中陸地面積為25.45平方千米，而水域面積為0.01平方千米。根據2020年美國人口普查的數據，當地共有人口27059人，而人口密度為每平方千米1,062.8人。